# Garaus
Der Ausdruck Garaus entstand aus dem Ruf „gar aus!“ (vollständig aus!), der im 15. Jahrhundert die Polizeistunde ankündigte. Später erhielt der Begriff allgemein die Bedeutung Ende. Heute wird er nur noch in der Wendung „jemandem/etwas den Garaus machen“ (jemanden töten oder vernichten, einer Sache ein Ende bereiten) verwendet.
Der Garaus als Synonym für das Tagesende und als Zeichen für das Schließen der Stadttore markierte in einigen Städten des 15. Jahrhunderts den Arbeitstag. In Nürnberg, Regensburg und einigen kleineren Städten richtete sich zu dieser Zeit die Länge eines Arbeitstages nach dem lichten Tag, also der Zeit zwischen Sonnenauf- und Sonnenuntergang. Die Arbeitszeit variierte daher zwischen acht Stunden im Dezember und sechzehn Stunden im Juni. Das Ende der Arbeit wurde durch das Garaus-Glockenläuten angezeigt. Ebenso wurde der Anfang des Arbeitstages durch ein Garaus-Geläute (Ende der Nacht) angekündigt, danach zählten die Glocken die Stunden des Arbeitstages, sie schlugen also eine Stunde nach Sonnenaufgang einmal. Nach dem Ende des lichten Tages wurden die Stunden der Nacht wiederum von eins beginnend gezählt.